# Ляґе Тунберґ
Ляґе Тунберґ (22 березня 1905, Мерлунда — 28 вересня 1997, Лідінґо) — шведський генерал-лейтенант.

## Життя
Ляґе Тунберґ виростав у провінції Кальмар і вступив до шведської піхоти в 1926 році. У 1933 році перейшов до військово-повітряних сил. Під час служби він був командиром офіцерської школи (1939–1943), начальником з'єднання F 13 у Норчепінгу/Бравалла з 1944 по 1947 рік і командиром 3-ї ескадри ВПС Швеції з 1958 до 1960 рр. З 1961 до 1968 рік він був командувачем ВПС Швеції і пішов у відставку в 1977 році.